# Växtlussteklar
Växtlussteklar (Aphelinidae) är en familj av steklar som beskrevs av Thomson 1876. Enligt Catalogue of Life ingår växtlussteklar i överfamiljen glanssteklar, ordningen steklar, klassen egentliga insekter, fylumet leddjur och riket djur, men enligt Dyntaxa är tillhörigheten istället ordningen steklar, klassen egentliga insekter, fylumet leddjur och riket djur. Enligt Catalogue of Life omfattar familjen Aphelinidae 1103 arter. 

## Bildgalleri

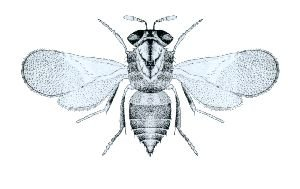
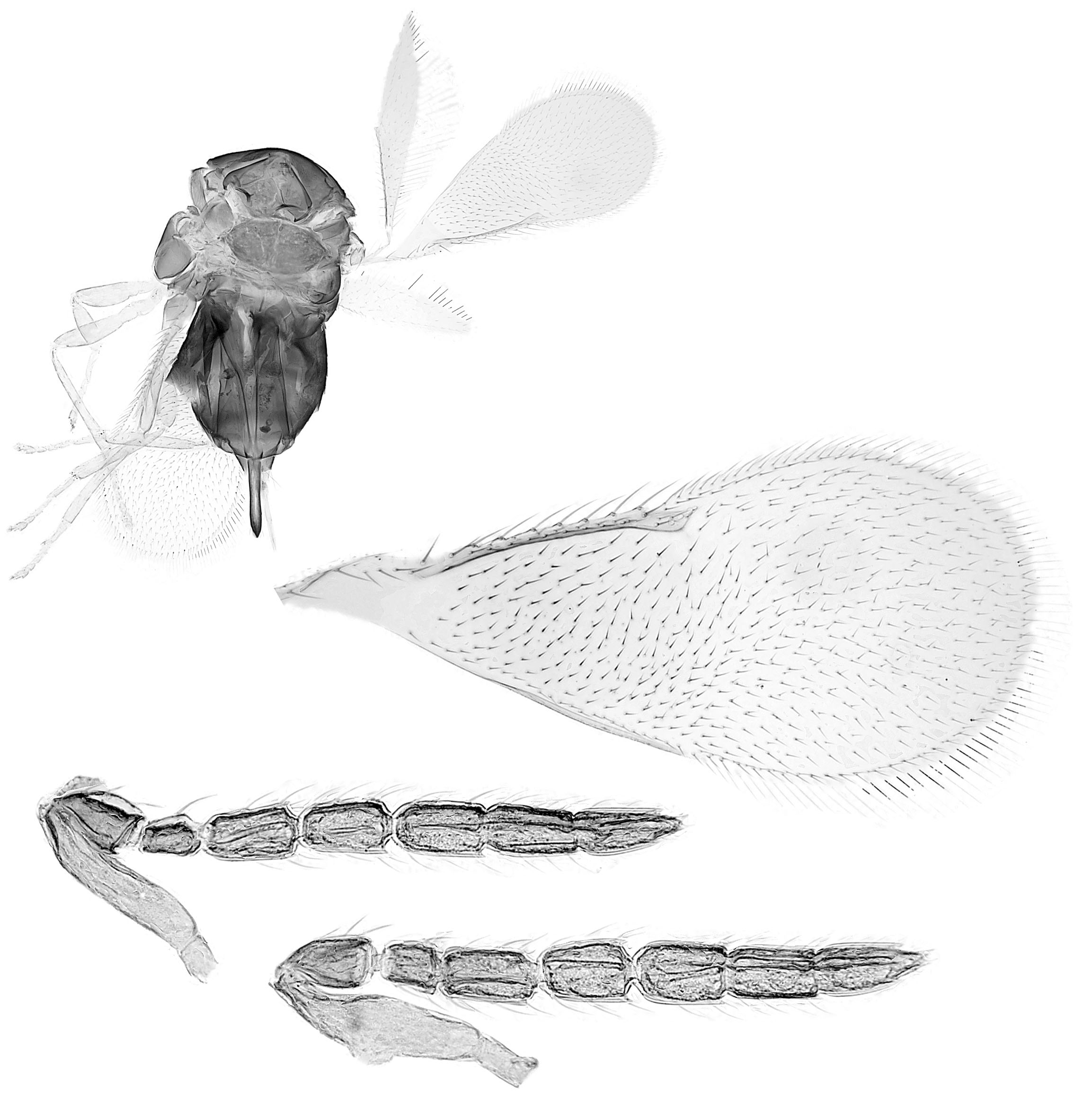
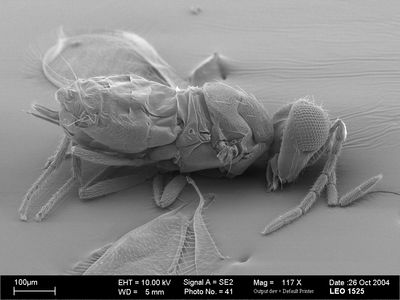
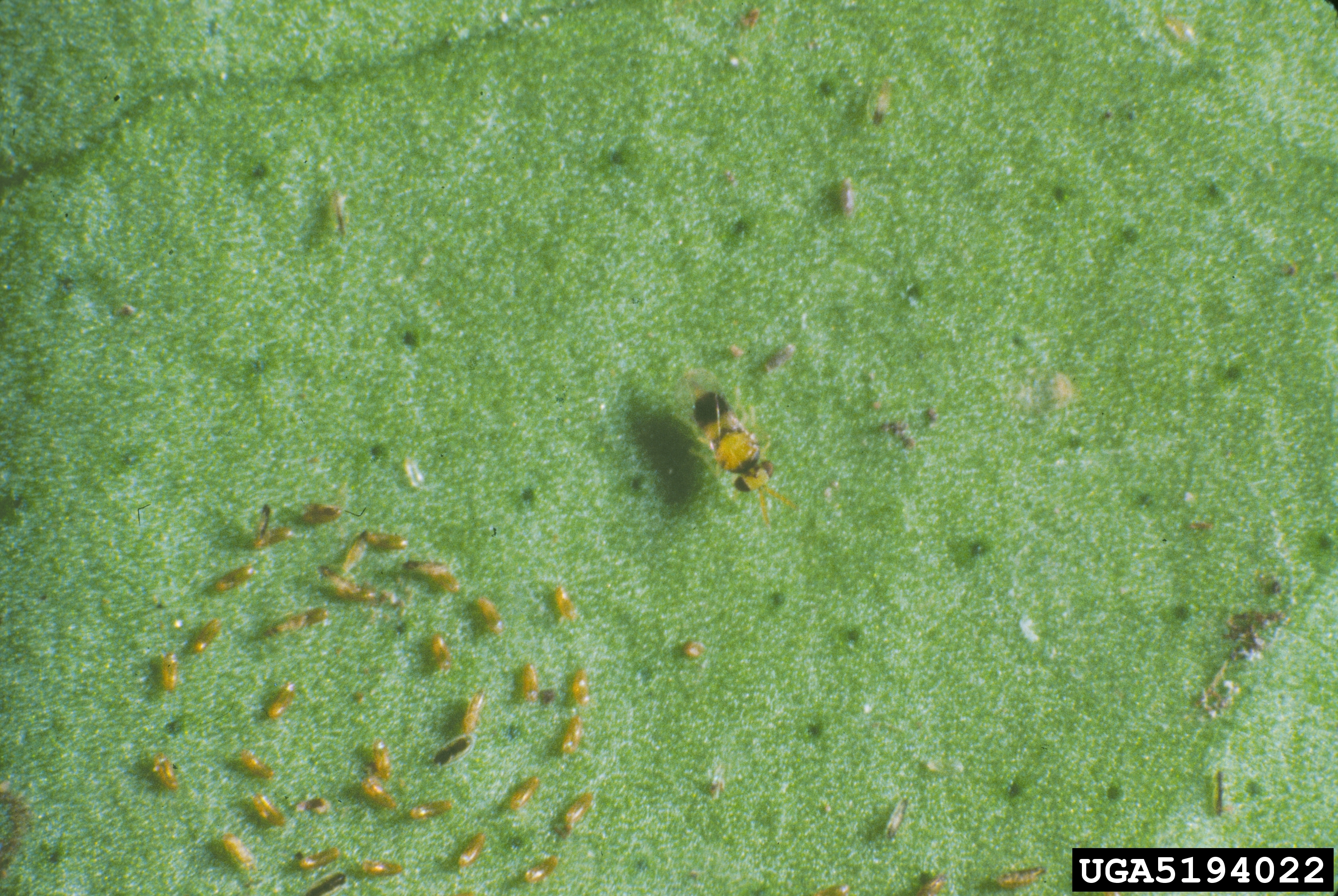
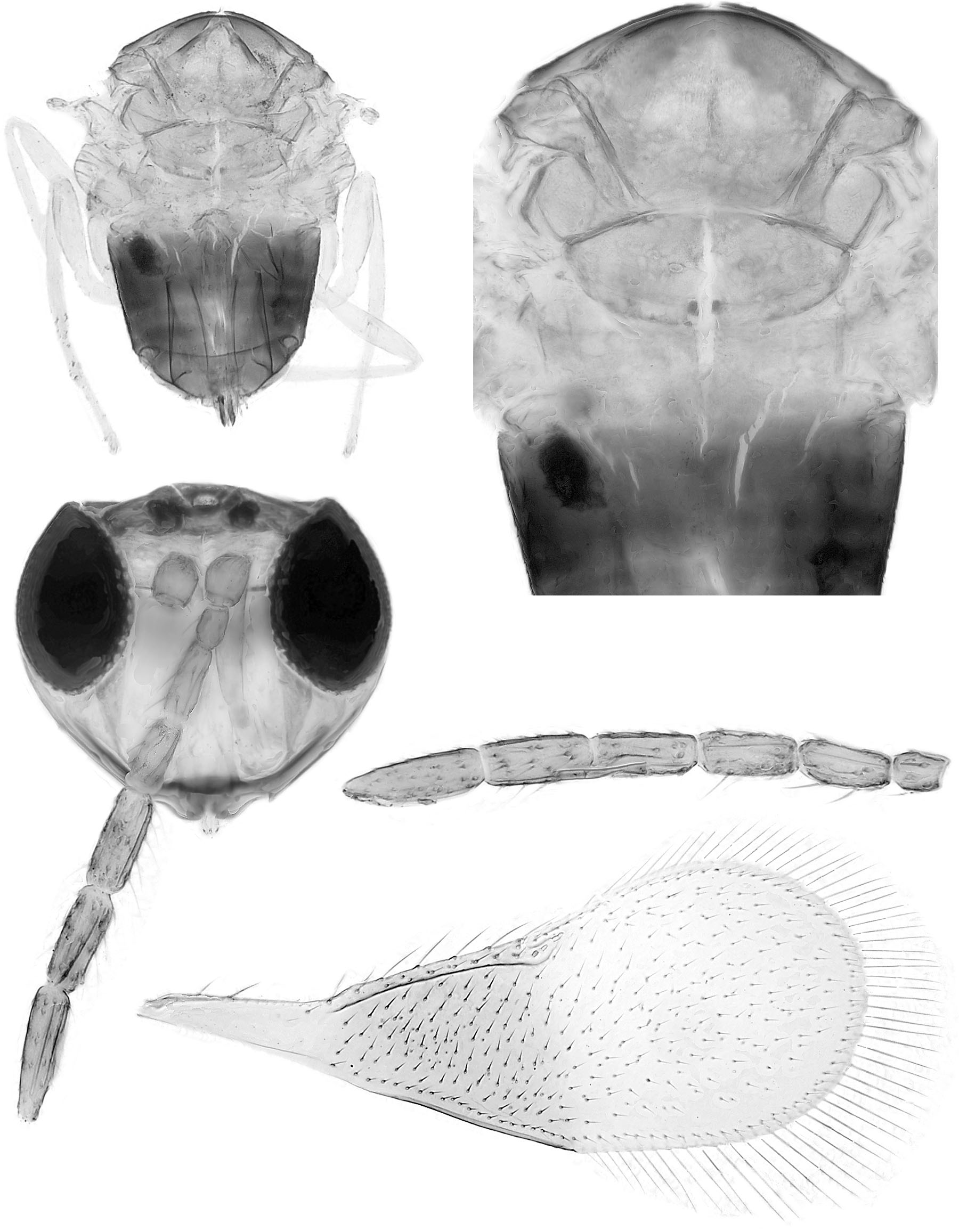

## Dottertaxa till växtlussteklar, i alfabetisk ordning[1][2]
- Ablerus
- Allomymar
- Aphelinus
- Aphytis
- Bardylis
- Botryoideclava
- Cales
- Centrodora
- Coccobius
- Coccophagoides
- Coccophagus
- Dirphys
- Encarsia
- Encarsiella
- Eretmocerus
- Eriaphytis
- Eunotiscus
- Euryischia
- Euryischomyia
- Eutrichosomella
- Hirtaphelinus
- Lounsburyia
- Marietta
- Marlattiella
- Metanthemus
- Myiocnema
- Oenrobia
- Proaphelinoides
- Prophyscus
- Protaphelinus
- Pteroptrix
- Samariola
- Timberlakiella
- Verekia